# Multicast Listener Discovery
Multicast Listener Discovery（MLD、マルチキャストリスナ探索）は、IPv6 (インターネット・プロトコル・バージョン 6) におけるマルチキャストの受信者（リスナ）を探索するためのプロトコルである。IPv4におけるIGMPに相当し、ICMPv6の一部として実装されている。
IGMPv2に相当するMLDv1とIGMPv3に相当するMLDv2とがある。MLDは RFC 3810 によって規定され、 RFC 4604 により改訂されている。
以下のオペレーティングシステムは、MLDv2をサポートしている。
- Windows Vista以降[1]
- release 8.0以降のFreeBSD[2]
- 2.5.68以降のLinuxカーネル[3]